# Mauritius van Hoei
Mauritius van Hoei of van Neufmoustier (Latijn: Mauritius de Hoyum) was een 13e-eeuwse augustijner koorheer en auteur in de abdij van Neufmoustier. Hij annoteerde kronieken van Gillis van Orval en Alberik van Troisfontaines.

## Leven
Mauritius werd geboren in de beginjaren van de 13e eeuw en was afkomstig uit Hoei. Zijn vader was Jean de Scalletin, zijn moeder een zekere Marie. Naar zijn grootvader heette hij eigenlijk Morantius, maar in de abdij van Neufmoustier – waar hij uiterlijk in 1230 intrad – werd dit gelatiniseerd tot Mauritius. Ondanks zijn religieuze roeping verloor hij niet de blik van de stedeling, zoals blijkt uit de negentien aantekeningen die hij maakte in de kroniek van Alberik van Troisfontaines. Ook in de kroniek van Gillis van Orval voegde hij veertien annotaties toe over de geschiedenis van het klooster van Neufmoustier en de stad Hoei. Ten slotte maakte hij in het necrologium van Neufmoustier een notitie over de translatie van de resten van Pieter de Kluizenaar op 15 oktober 1242. Daarmee is het oeuvre van de monnik zeer beperkt, maar zijn aandacht voor folklore en het steedse leven maakt het informatief. Hij leefde minstens tot eind 1251, wanneer de door hem geannoteerde kroniek van Gillis van Orval eindigde.